# 赤道ギニアの大統領一覧
赤道ギニアの大統領（せきどうぎにあのだいとうりょう、スペイン語: Presidente de Guinea Ecuatorial）は、中部アフリカの赤道ギニア共和国の国家元首であり、政府の長たる大統領である。

## 選出
現行憲法によれば、大統領は国民の直接選挙により選出される。任期は7年で、再選制限は設けられていない。大統領選挙に立候補するには、赤道ギニア国内に5年以上居住している赤道ギニア国民であり、年齢が40歳以上に達していなければならない（立候補者の年齢上限は75歳まで）。また、赤道ギニア以外の国籍も同時に持っている（二重国籍）者は立候補が認められない。

## 権限
赤道ギニアは大統領制の共和国であり、大統領は国家元首であると同時に行政府の長を兼ねる。首相を含む閣僚の任免権、軍の最高指揮権、国家緊急権、条約の批准権、法令の制定権、議会解散権など多くの権限が付与されており、国政に与える影響は極めて大きい。

## 大統領の一覧
| 代   | 大統領                                                   | 大統領                    | 所属政党                      | 期                              | 在任期間                         | 在任期間                        | 備考                            |
| ---- | -------------------------------------------------------- | ------------------------- | ----------------------------- | ------------------------------- | -------------------------------- | ------------------------------- | ------------------------------- |
| 001  | フランシスコ・マシアス・ンゲマ Francisco Macías Nguema   |                           | 赤道ギニア人民の考え （IPGE） | 1                               | 1968年10月12日 - 1970年7月7日    | 10年 + 295日                    |                                 |
| 0(1) | フランシスコ・マシアス・ンゲマ Francisco Macías Nguema   | 労働者国民統一党 （PUNT） | 1970年7月7日 - 1973年7月29日  | 1                               | 新党結成                         | 10年 + 295日                    |                                 |
| 0(1) | フランシスコ・マシアス・ンゲマ Francisco Macías Nguema   | 労働者国民統一党 （PUNT） | 1973年7月29日 - 1979年8月3日  | 1                               | 終身大統領在任中に解任           | 10年 + 295日                    |                                 |
| 00－ | テオドロ・オビアン・ンゲマ Teodoro Obiang Nguema Mbasogo |                           | 無所属 （軍人）               | －                              | 1979年8月3日 - 1979年8月25日     | 22日                            | 元首代行 （革命軍事評議会議長） |
| 00－ | テオドロ・オビアン・ンゲマ Teodoro Obiang Nguema Mbasogo | －                        | 無所属 （軍人）               | 1979年8月25日 - 1982年10月12日  | 3年 + 48日 （計 3年 + 70日）     | 元首代行 （最高軍事評議会議長） |                                 |
| 002  | テオドロ・オビアン・ンゲマ Teodoro Obiang Nguema Mbasogo | 無所属                    | －                            | 1982年10月12日 - 1987年10月11日 | 42年 + 158日 （計 45年 + 228日） |                                 |                                 |
| 0(2) | テオドロ・オビアン・ンゲマ Teodoro Obiang Nguema Mbasogo | 赤道ギニア民主党 （PDGE） | －                            | 1987年10月11日 - 1989年         | 42年 + 158日 （計 45年 + 228日） | 新党結成                        |                                 |
| 0(2) | テオドロ・オビアン・ンゲマ Teodoro Obiang Nguema Mbasogo | 赤道ギニア民主党 （PDGE） | 2                             | 1989年 - 1996年                 | 42年 + 158日 （計 45年 + 228日） |                                 |                                 |
| 0(2) | テオドロ・オビアン・ンゲマ Teodoro Obiang Nguema Mbasogo | 赤道ギニア民主党 （PDGE） | 3                             | 1996年 - 2003年1月19日          | 42年 + 158日 （計 45年 + 228日） |                                 |                                 |
| 0(2) | テオドロ・オビアン・ンゲマ Teodoro Obiang Nguema Mbasogo | 赤道ギニア民主党 （PDGE） | 4                             | 2003年1月19日 - 2009年12月8日   | 42年 + 158日 （計 45年 + 228日） |                                 |                                 |
| 0(2) | テオドロ・オビアン・ンゲマ Teodoro Obiang Nguema Mbasogo | 赤道ギニア民主党 （PDGE） | 5                             | 2009年12月8日 - 2016年5月20日   | 42年 + 158日 （計 45年 + 228日） |                                 |                                 |
| 0(2) | テオドロ・オビアン・ンゲマ Teodoro Obiang Nguema Mbasogo | 赤道ギニア民主党 （PDGE） | 6                             | 2016年5月20日 - 2022年12月      | 42年 + 158日 （計 45年 + 228日） |                                 |                                 |
| 0(2) | テオドロ・オビアン・ンゲマ Teodoro Obiang Nguema Mbasogo | 赤道ギニア民主党 （PDGE） | 7                             | 2022年12月 - （現職）           | 42年 + 158日 （計 45年 + 228日） |                                 |                                 |